# Synagrops malayanus
Synagrops malayanus är en fiskart som beskrevs av Weber, 1913. Synagrops malayanus ingår i släktet Synagrops och familjen Acropomatidae. Inga underarter finns listade i Catalogue of Life.